# Amblyrhynchus cristatus mertensi
Amblyrhynchus cristatus mertensi is een ondersoort van de zeeleguaan (Amblyrhynchus cristatus). De ondersoort werd voor het eerst wetenschappelijk beschreven door Irenäus Eibl-Eibesfeldt in 1962.
De zeeleguaan komt voor op de Galapagoseilanden, bij de kust van Ecuador. Het exacte verspreidingsgebied verschilt per ondersoort. Amblyrhynchus cristatus mertensi komt endemisch voor op de eilanden San Salvador en San Cristóbal.
Amblyrhynchus cristatus mertensi is een middelgrote ondersoort in vergelijking met de andere ondersoorten en heeft een grijze lichaamskleur.